# Dingstetten (Bernhardswald)
Dingstetten ist ein Ortsteil der Gemeinde Bernhardswald im Oberpfälzer Landkreis Regensburg (Bayern).

## Geografische Lage
Der  Weiler Dingstetten liegt in der Region Regensburg, etwa zwei Kilometer nordöstlich von Bernhardswald.

## Geschichte
Dingstetten wurde 1521 erstmals schriftlich erwähnt. Ein Hof in Dingstetten gehörte zum Landgericht Donaustauf und grundherrlich zum Kloster Reichenbach zur Propstei Langfeld.
Im 17. Jahrhundert ging der Ort in den Besitz des Klosters Walderbach über. Ein anderer Hof in Dingstetten gehörte 1599 mit der Gült und Vogteiobrigkeit zu Schloss Kürn. Das Rentamt Straubing hatte 1599 die Hohe Obrigkeit inne. 1606 waren die Paulsdorfferischen Erben die Grundherren dieses Hofes. Johann Bernhard von Stingelheim war 1676 sein Besitzer. Er verkaufte 1680 den Hof an Georg Konrad Freiherr von Lerchenfeld in München, dadurch gehörte dieser Hof zu Unterbrennberg.
Dem Kloster St. Mang in Stadtamhof gehörten 2/3 des Groß- und Kleinzehnts, das restliche Drittel ging an die Pfarrei Wenzenbach.
Zum Stichtag 23. März 1913 (Osterfest) gehörte Dingstetten zur Pfarrei Wenzenbach mit 3 Häusern und 24 Einwohnern.
Am 31. Dezember 1990 hatte Dingstetten 21 katholische Einwohner und gehörte zur Pfarrei Bernhardswald.